# Kvalifikace na Mistrovství světa ve fotbale 1962 (CONMEBOL)
Kvalifikace na Mistrovství světa ve fotbale 1962 zóny CONMEBOL určila 3 účastníky finálového turnaje a jeden tým byl vylosován do mezikontinentální baráže proti týmu ze zóny CONCACAF.
Ze sedmičky týmů byla  Paraguay nalosována do mezikontinentální baráže proti týmu ze zóny CONCACAF. Zbylá šestice byla rozlosována do třech skupin po dvou, ve kterých se týmy utkaly doma a venku. Vítězové skupin postoupili na MS.

## Skupina 1
| Poř. | Tým       | B | Z | V | R | P | VG | IG |
| ---- | --------- | - | - | - | - | - | -- | -- |
| 1    | Argentina | 4 | 2 | 2 | 0 | 0 | 11 | 3  |
| 2    | Ekvádor   | 0 | 2 | 0 | 0 | 2 | 3  | 11 |

| Datum                           | Domácí    | Výsledek | Hosté     |
| ------------------------------- | --------- | -------- | --------- |
| 4. prosince 1960, Guayaquil     | Ekvádor   | 3 – 6    | Argentina |
| 18. prosince 1960, Buenos Aires | Argentina | 5 – 0    | Ekvádor   |

Argentina postoupila na Mistrovství světa ve fotbale 1962.

## Skupina 2
| Poř. | Tým     | B | Z | V | R | P | VG | IG |
| ---- | ------- | - | - | - | - | - | -- | -- |
| 1    | Uruguay | 3 | 2 | 1 | 1 | 0 | 3  | 2  |
| 2    | Bolívie | 1 | 2 | 0 | 1 | 1 | 2  | 3  |

| Datum                         | Domácí  | Výsledek | Hosté   |
| ----------------------------- | ------- | -------- | ------- |
| 16. července 1960, La Paz     | Bolívie | 1 – 1    | Uruguay |
| 30. července 1960, Montevideo | Uruguay | 2 – 1    | Bolívie |

Uruguay postoupila na Mistrovství světa ve fotbale 1962.

## Skupina 3
| Poř. | Tým      | B | Z | V | R | P | VG | IG |
| ---- | -------- | - | - | - | - | - | -- | -- |
| 1    | Kolumbie | 3 | 2 | 1 | 1 | 0 | 2  | 1  |
| 2    | Peru     | 1 | 2 | 0 | 1 | 1 | 1  | 2  |

| Datum                  | Domácí   | Výsledek | Hosté    |
| ---------------------- | -------- | -------- | -------- |
| 30. dubna 1961, Bogotá | Kolumbie | 1 – 0    | Peru     |
| 7. května 1961, Lima   | Peru     | 1 – 1    | Kolumbie |

Kolumbie postoupila na Mistrovství světa ve fotbale 1962.